# Ruhnu (commune)
Ruhnu (en estonien : Ruhnu vald) est une municipalité rurale du Comté de Saare en Estonie qui correspond à l'île de Ruhnu. Elle s'étend sur 11,9 km2.
Sa population est de 90 habitants(2024).

## Géographie
L'île de Ruhnu est située dans la partie centrale du golfe de Riga.
L'île est distante de plus de 50 kilomètres de Saaremaa et un peu moins de 40 kilomètres jusqu'à Kolka dans l'isthme de Courlande en Lettonie.
L'endroit le plus proche sur le continent est le cap Kolka, situé à 37 kilomètres à Kurzeme en Lettonie. À vol d'oiseau avion, la ville de Kuressaare est à 70 km, Pärnu à 96 km et l'île de Kihnu à 54 km,.
La commune de Ruhnu est située sur l'île du même nom et occupe tout son territoire. La superficie du de la commune est de 11,9 km2, dont 90 hectares (7,6%) de terres cultivées , 670 hectares (56,3%) de forêts, 190 hectares (16,0%) de prairies naturelles,.
Sur l'île de Ruhnu se trouve la zone de conservation naturelle de Ruhnu d'une superficie de 848,7 hectares (71,32 % de la superficie de l'île), qui commence aux limites du village de Ruhnu et l'entoure.
Le village est situé au centre de l'île.

## Municipalité
La commune comprend 1 village, Ruhnu küla.

## Démographie
| 2015 | 2016 | 2017 | 2018 | 2019 |
| ---- | ---- | ---- | ---- | ---- |
| 138  | 127  | 141  | 141  | 131  |

| 2021 | 2022 | - | - | - |
| ---- | ---- | - | - | - |
| 140  | 89   | - | - | - |

## Transports
La traversée du catamaran rapide Runö de Pärnu à Ruhnu prend 3h 10min par beau temps, le temps de traversée peut être plus long selon le vent et les vagues. Runö peut accueillir 58 passagers.

## Galerie

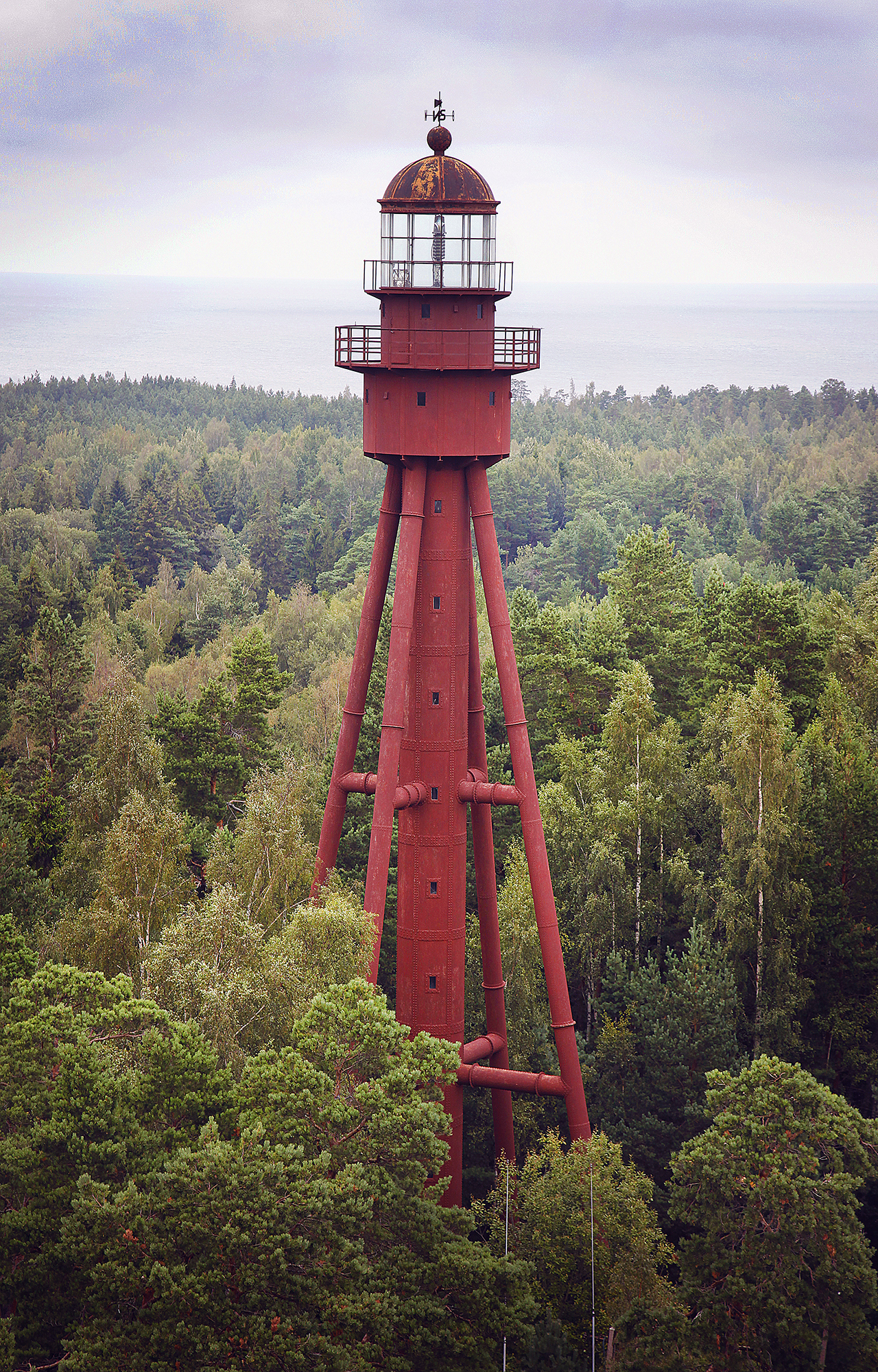
Phare de Ruhnu.
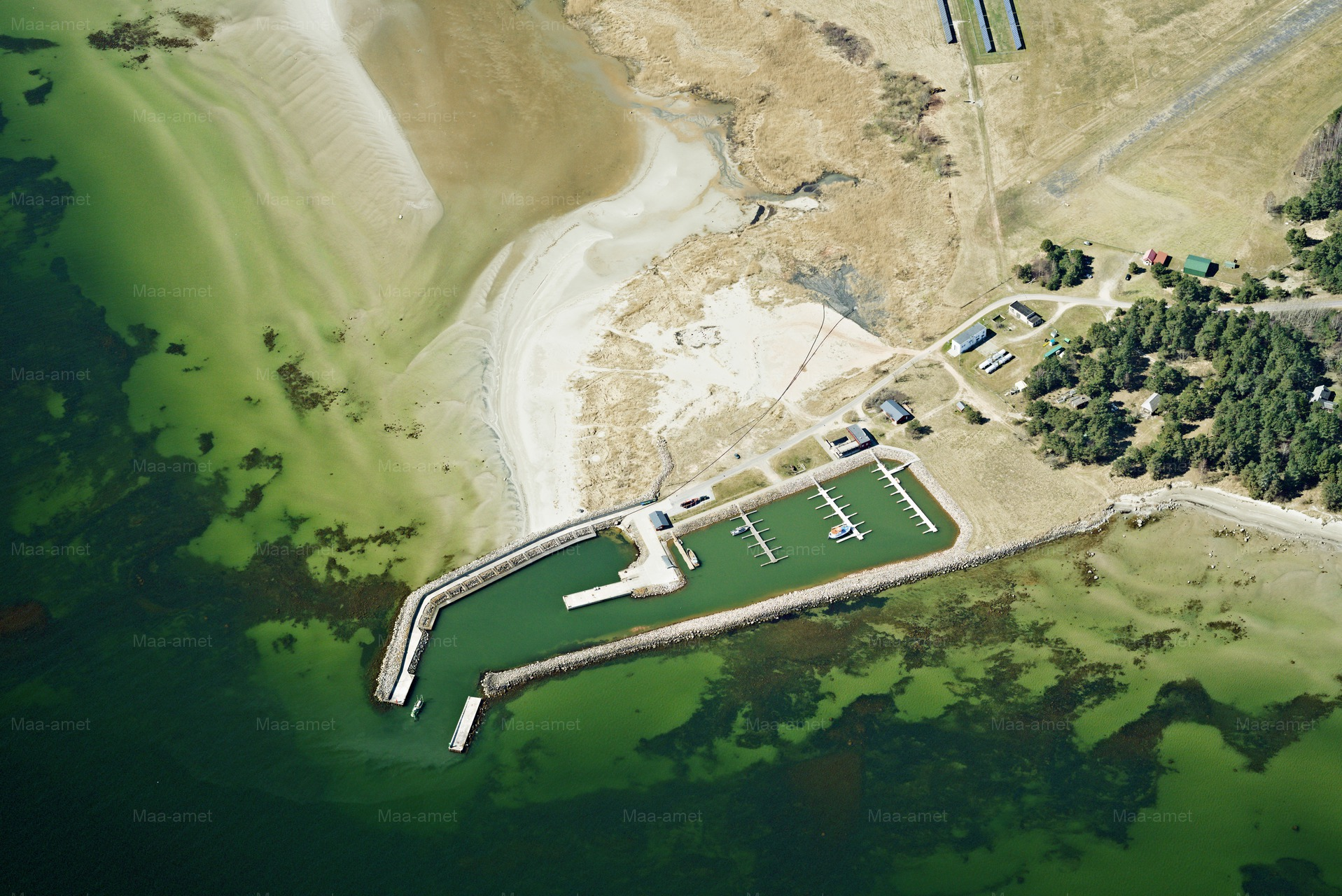
Port de Ruhnu.
Musée de Ruhnu.
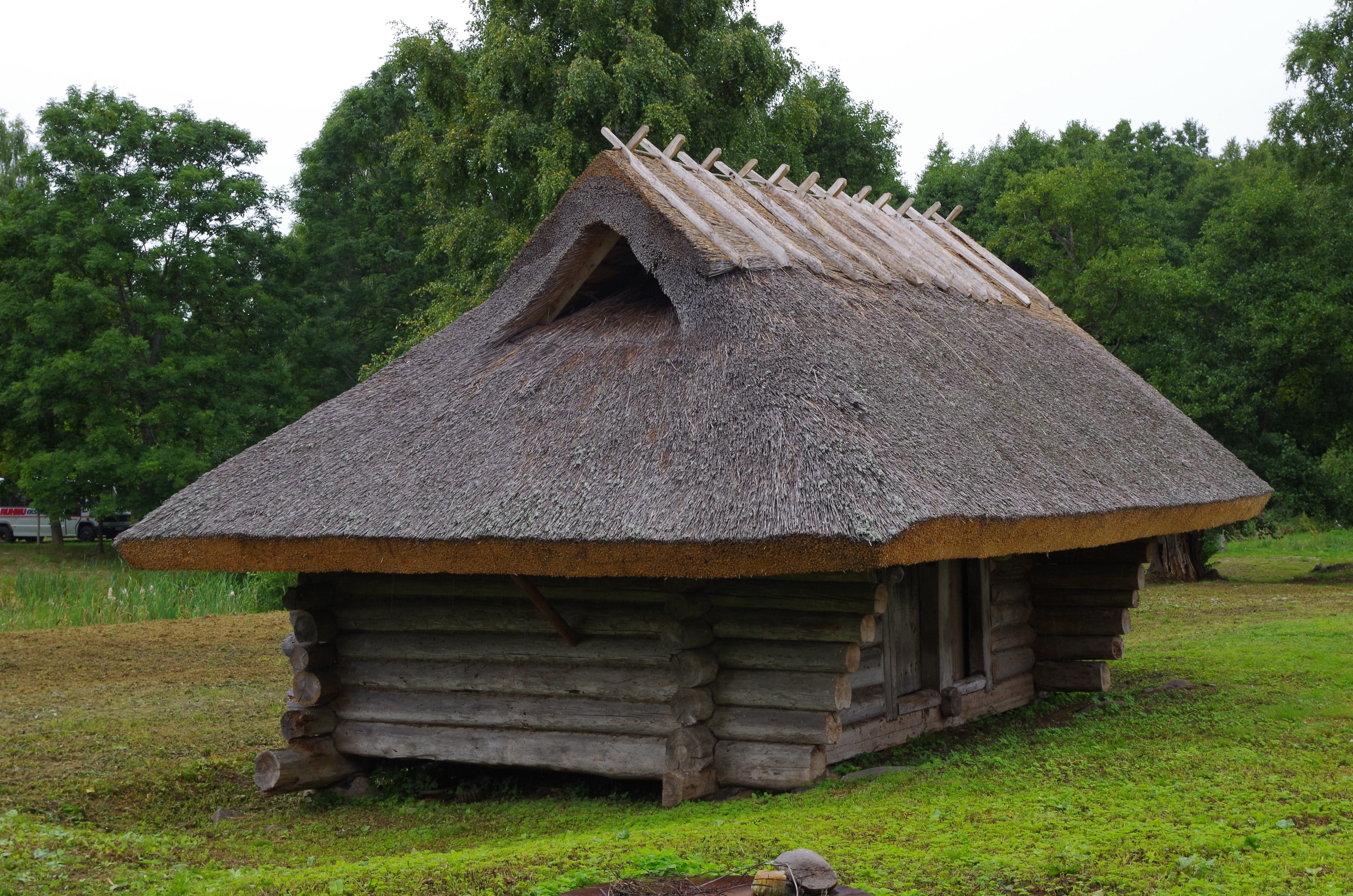
Grange.